# Нојкелн
Нојкелн је осми административни округ (Bezirk) Берлина. Налази се на југу града. Име носи по истоименом насељу које се налази на северу округа.
Нојкелн је познат по великом броју имиграната.
Ово место се први пут помиње 1360. под именом Рихардсдорф. Место је 1899. добило статус града, 1912. је добило садашње име, а 1920. је постало део Берлина.
Округ има површину од 44,9 km² и 307.965 становника (2008).